# 北京語言大学出版社
北京語言大学出版社（ペキンごげんだいがく-しゅっぱんしゃ、略称:北語社）は中華人民共和国北京市の出版社。北京語言大学内で業務を行う直属機関として1985年に設立され、中国で唯一の外国向け中国語教材の研究と出版を専門とする出版社でもある。同社は現在、1600種以上の中国語教材を出版している。版権は輸出方面にある。中国各地の新華書店、高校等における購買関係を確立し、国外223社の特約店、30余りの国家と地区に展開している。

## トレードマークの意味
トレードマークの「語」は発展しながら、発展されながら変化する事を意味し、出版社の語学類図書を出版重点とみなすことを表明し；またこのトレードマークのデザインは中国の伝統文化の1つである「鳳凰」をモチーフとし、鳳凰は文化と文明の普及させ、めでたい寓意があり、同時に出版社が急速に発展することも意味している。

## 方針、戦略、文化
- 業務方針：生き延びる事を特徴とし，発展を促すために刷新し，効果と利益を生むことを管理する。
- 発展戦略：留学生向け中国語教材、外国向け中国語教材、少数民族向け中国語教材の3つを先導し、外国語図書の両翼を担い、外国人向け中国語教材の研究開発の後発組を担う。
- 企業文化：一人一人の従業員がみな労働環境を心から愛する事を先導する；一人一人の従業員がみな自らの潜在能力を発揮することを先導する；一人一人の従業員がみな楽しく労働することを先導する

## 主要出版物
- 『漢語楽園』
- 『美猴王漢語』
- 『新実用漢語課本』
- 『漢語会話301』
- 『HSK考試系列叢書』
- 『軽鬆学中文』